# 키로네무스속
키로네무스속(Chironemus)은 검정우럭목에 속하는 조기어류 속의 하나이다. 농어목 농어아목 가시돔상과에 포함시켜 분류하기도 한다. 키로네무스과(Chironemidae)의 유일속이다. 오스트레일리아와 뉴질랜드 연안 해역에서 발견된다. 학명은 "손"을 의미하는 그리스어 단어 "케이르"(cheir)와 "실"(thread)을 의미하는 "네마"(nema)의 합성어에서 유래했다.

## 하위 종
- Chironemus bicornis (Steindachner, 1898)
- Chironemus delfini (Porter, 1914)
- Chironemus georgianus G. Cuvier, 1829
- Chironemus maculosus (J. Richardson, 1850)
- Chironemus marmoratus Günther, 1860
- Chironemus microlepis Waite, 1916